# Hans Henrik Fock
Hans Henrik Fock, född den 29 januari 1699, död den 9 januari 1759 på Höverö i Grolanda socken, Skaraborgs län, var en svensk militär. Han var son till Henrik Johan Fock och måg till Carl Ollonberg.
Fock blev volontär vid Västgöta tremänningsinfanteriregemente 1712, underofficer där 1713, fänrik 1715, sekundlöjtnant vid Västgötadals regemente 1716, premiärlöjtnant där 1719 och kapten 1721. Han blev major i hessisk tjänst 1743. Fock beviljades avsked ur den svenska krigstjänsten med majors karaktär 1747 och tilldelades överstes karaktär 1753. Han gjorde Höverö till fideikommiss inom släkten 1752. Därtill ägde Fock Salaholm i Trävattna socken, Siggetorp i Råda socken, Bronäs i Härene socken och Öredal i Hangelösa socken. Han blev riddare av Svärdsorden 1751.